# Ахтар, Зоя
Зоя Ахтар (англ. Zoya Akhtar; род. 9 января 1974, Бомбей) — индийский кинорежиссёр
 и сценаристка.

## Биография
Зоя родилась в семье сценариста Джаведа Ахтара и его супруги актрисы и сценаристки Хани Ирани. Её младший брат-близнец — актёр и режиссёр Фархан Ахтар. Её родители разошлись вскоре после их рождения, а в 1984 году отец женился на актрисе Шабане Азми.
После получения диплома в области кинопроизводства в Нью-Йоркском университете Зоя принимала участие в создании фильмов Миры Наир, Тони Гербера и Дева Бенегала, а также своего брата Фархана Ахтара. В качестве самостоятельного режиссёра дебютировала с фильмом «Шанс на удачу» (2009). Впоследствии стала режиссёром и сценаристом кинолент «Жизнь не может быть скучной» (2011), «Пусть сердце бьётся» (2015) и «Парень из гетто» (2019), последняя из которых представлял Индию на премии «Оскар» в номинации «лучший фильм на иностранном языке».
Ахтар является лауреатом нескольких кинематографических наград Индии, в том числе двух премий Filmfare.